# Josef Holeček (kanotist)
Josef Holeček, född 25 januari 1921 i Říčany, död 20 februari 2005 i Prag, var en  tjeckoslovakisk kanotist.
Holeček blev olympisk guldmedaljör i C-1 1000 meter vid sommarspelen 1948 i London.